# Neil Ruddock
Neil „Razor“ Ruddock (* 9. Mai 1968 in Wandsworth) ist ein ehemaliger englischer Fußballspieler. Charakteristisch war seine überaus körperbetonte Spielweise, die sich oft am Rande des Erlaubten bewegte. Seine bekanntesten Stationen waren der FC Southampton und der FC Liverpool, wobei er mit dem zuletzt genannten Verein 1995 den Ligapokal gewann. Nach dem Karriereende blieb er in Großbritannien eine präsente TV-Persönlichkeit und er trat in Formaten wie I’m a Celebrity … Get Me Out of Here!, der britischen Ausgabe des „Dschungelcamps“, auf.

## Sportlicher Werdegang

### Anfänge im englischen Süden (1984–1993)
Ruddock wuchs in Millwall auf, wurde in der Jugendabteilung ausgebildet und der dortige Cheftrainer George Graham schulte ihn von einem Linksaußen zum zentralen Abwehrspieler um. Im Alter von 17 Jahren wechselte er als junges Talent – mit fast 1,90 Meter Körpergröße und einem Gewicht von über 80 Kilogramm mit einer bereits beeindruckenden Präsenz ausgestattet – vom Osten in den Norden Londons zu Tottenham Hotspur. Er debütierte am 15. März 1987 im FA-Cup-Viertelfinale beim FC Wimbledon unter Trainer David Pleat per Einwechslung, und gut einen Monat später stand er im Erstligaduell daheim gegen Charlton Athletic (1:0) erstmals in der Startelf. Ab November 1987 schien er dann häufiger zum Zuge zu kommen, bevor er sich Ende des Monats im Duell mit Gary Gillespie vom FC Liverpool das Bein brach. Es folgte eine lange Zwangspause. In der Zwischenzeit hatte im Dezember 1987 Terry Venables Pleats Nachfolge angetreten, und obwohl er in seinem späteren Karriereverlauf noch erfolgreich mit Venables zusammenarbeiten sollte, standen die Zeichen zunächst einmal auf Abschied. Vor seiner Rückkehr im Juni 1988 nach Millwall schoss er noch bei der FA-Cup-Viertelfinalniederlage gegen Port Vale (1:2) am 30. Januar 1988 sein erstes Pflichtspieltor, aber in über zwei Jahren hatte Ruddock gerade einmal elf Partien für Tottenhams erste Mannschaft bestritten.
Nur acht Monate verbrachte Ruddock bei seinem zweiten Gastspiel in Millwall, bevor er weiter zum nächsten Erstligisten zog. Beim FC Southampton startete seine Fußballerkarriere dann durch. Southampton war vor seiner Ankunft im Februar 1989 dreizehn Spiele ohne Unterbrechung sieglos gewesen und dem Tabellenende bedrohlich nahegekommen. Letztlich gelang in der Saison 1988/89 noch der recht sichere Klassenerhalt, und mit Ausnahme einer kurzen Auszeit in der anschließenden Spielzeit 1989/90 war Ruddock zunehmend Schlüsselspieler in einer physisch sehr robusten Abwehr der „Saints“. Ruddock bewegte sich dabei häufig am Rande des Erlaubten, und in seiner letzten Southampton-Saison 1991/92 wurde er zweimal vom Platz gestellt; dazu handelte er sich in jedem Spiel bis Weihnachten 1991 eine Verwarnungskarte ein.
Mitte 1992 zog es Ruddock ein zweites Mal zu den Spurs, die immer noch von Venables betreut wurden. Die Ablösesumme betrug 750.000 Pfund, und in der Saison 1992/93 verpasste er nur vier von 51 Pflichtspielen. Er agierte an der Seite von entweder Gary Mabbutt oder Jason Cundy, und der Verein erreichte in der ersten Premier-League-Spielzeit den achten Rang. Dazu erreichte er mit dem Klub das Halbfinale im FA Cup, das gegen den späteren Titelträger knapp mit 0:1 verloren ging. Kurz darauf verließ er Tottenham erneut. Vorausgegangen war die Entlassung von Venables, die Ruddock dermaßen verärgerte, dass er um die Transferfreigabe bat und somit im Sommer 1993 der Weg für den Wechsel für 2,5 Millionen Pfund zum FC Liverpool geebnet war. Mitentscheidend für die „Reds“ war, dass dort mit Sammy Lee ein ehemaliger Southampton-Mannschaftskollege nun Kotrainer war.

### FC Liverpool (1993–1998)
Es dauerte in Liverpool nicht lange, bevor er für eine erste Kontroverse sorgte. Im Benefizspiel für Ronnie Whelan gegen Newcastle United krachte er nach nur zwei Minuten mit Peter Beardsley zusammen, der sich dabei einen dreifachen Wangenknochenbruch zuzog. Auf Beardsleys Vorwurf der absichtlichen Verletzung antwortete dieser später in seiner Autobiografie „Hell Razor“ lapidar, dass er Beardley mit dieser – wenn überhaupt – kleinen Umordnung im Gesicht einen Gefallen getan habe. In der Saison 1993/94 gewann Liverpool mit Ruddock und Mark Wright im Defensivzentrum die ersten vier von fünf Spielen, worauf jedoch eine Serie von drei Niederlagen einen deutlichen Abwärtstrend einleitete. Auch ein Achtungserfolg Anfang 1994, als er sich beim dramatischen 3:3-Ausgleich (nach 0:3-Rückstand) gegen Manchester United fast selbst ausknockte, änderte nichts nach einem enttäuschenden Jahr, das seinen Tiefpunkt mit einem peinlichen Aus im FA Cup gegen das zweitklassige Bristol City hatte und mit der Entlassung von Ruddock durch Trainer Graeme Souness nach nur sechs Monaten in Liverpool endete.
Souness' Nachfolger Roy Evans verpflichtete mit Phil Babb und John Scales aus Coventry und Wimbledon zwei weitere Innenverteidiger und fortan wurde mit drei zentralen Abwehrleuten im 5-3-2-System gespielt, wobei Ruddock zumeist die Rolle des „Ausputzers“ zuteilwurde. Dies lag auch daran, dass er als etwas langsamer Vertreter seiner Zunft als Risiko bei einer Platzierung vor Babb und Scales galt. Ruddock absolvierte in der Spielzeit 1994/95 genau 52 Spiele und gewann dabei auch mit dem Ligapokal seine erste und einzige „Major Trophy“ im englischen Profifußball. Ebenfalls in diese Zeit fiel am 16. November 1994 sein ebenfalls erster und einziger Auftritt für die englische A-Nationalmannschaft unter seinem Ex-Trainer Venables gegen Nigeria. Danach mehrten sich seine Verletzungsprobleme. Dennoch war er ein fester Bestandteil der Mannschaft, die 1996 ins Endspiel des FA Cups einzog. Kurz vor dem Finale absolvierte er noch drei aufeinanderfolgende Partien und es wurde fest mit seinem Endspieleinsatz gegen Manchester United gerechnet, aber zu seiner großen Enttäuschung zog Trainer Evans Scales vor. „United“ gewann das Duell mit 1:0 und Evans bekannte später, seine Entscheidung zu bereuen, da Ruddock ihm im Nachhinein als geeigneter Gegenspieler für den Siegtorschützen Éric Cantona erschien – dazu war Ruddock die Botschaft seiner Nichtberücksichtigung ausgerechnet an seinem Geburtstag (zwei Tage vor dem Spiel) eröffnet worden.
Erneut sorgte Ruddock für Unmut, als er im Oktober 1996 in einem Spiel der Reservemannschaft gegen Manchester United Andy Cole den Knöchel brach. Gegnerische Fans machten ihn gerne zur Zielscheibe, aber die einheimischen Anhänger schätzen an ihm nicht nur seine Führungsqualitäten, denn er hatte neben den Vorzügen im Kopfballspiel auch ein gutes Passspiel zu bieten. Was ihm jedoch häufig und im Laufe seiner Karriere in zunehmendem Maße Probleme bereitete, waren die Mängel in Bezug auf Fitness und Disziplin. Die Saison 1996/97 war dessen ungeachtet sein erfolgreichstes Liverpool-Jahr, in dem die Mannschaft sogar ernsthaft um die Meisterschaft konkurrierte. Er war aber nicht mehr „erste Wahl“ und kurz nach Beginn der Spielzeit 1997/98 verletzte er sich am Knie. Zwei Monate später unterlief ihm gegen den FC Everton ein Eigentor und eine enttäuschende Leistung beim 0:3 gegen Racing Straßburg war gleichbedeutend mit seinem letzten Auftritt in Liverpool. Er wurde im März 1998 kurzzeitig an die Queens Park Rangers ausgeliehen und die Ankunft des französischen Trainers Gérard Houllier in Liverpool im Juli 1998 sorgte für sein endgültiges Ende in Liverpool.

### Karriereausklang (1998–2002)
Im Juli 1998 verpflichtete ihn Harry Redknapp für West Ham United. Dort verbrachte Ruddock noch zwei Jahre in der Premier League, bevor er eine Klasse tiefer zu Crystal Palace weiterzog. Letzte Station war dann im August 2001 Swindon Town, wo sein ehemaliger Liverpool-Trainer Roy Evans nun arbeitete und Ruddock das Amt des Spielertrainers ausübte. Der auf drei Jahre ausgelegte Vertrag wurde aber bereits nach 17 Monaten ebenso beendet, wie Ruddocks Fußballerkarriere im Allgemeinen.

## Nach dem Fußball & Persönliches
Im Anschluss an seine Sportlerlaufbahn blieb Ruddock in diversen britischen TV-Formaten präsent. Dazu zählte Anfang 2004 sein Auftritt in der dritten Auflage von „I’m a Celebrity … Get Me Out of Here!“. Neun Jahre später nahm er an der elften Staffel von „Celebrity Big Brother“, dem britischen Pendant von Promi Big Brother, teil. Im Jahr 2011 meldete Ruddock Konkurs an und drei Jahre später wirkte er in diesem Zusammenhang an der Reality-Show „Can’t Pay? We’ll Take It Away“ von Channel 5, welche auf DMAX als „Die Zwangsvollstrecker“ ausgestrahlt wurde.
Sein Spitzname „Razor“ ist dem Kampfnamen des kanadischen Boxers Donovan Ruddock entnommen.

## Titel/Auszeichnungen
- Englischer Ligapokal (1): 1995